# Be Together
Singles de Ami Suzuki
Don’t Leave Me Behind …
(1999) Our Days
(1999)
Be Together, écrit BE TOGETHER, est le 7e single de Ami Suzuki, sorti en 1999.

## Présentation
Le single sort le 14 juillet 1999 au Japon sous le label True Kiss Disc de Sony Music Japan, coécrit et produit par Tetsuya Komuro. Il sort quatre mois après le précédent, Don’t Leave Me Behind/Silent Stream. Il atteint la 1re place du classement de l'Oricon. Il se vend à 317 610 exemplaires la première semaine, et reste classé pendant 17 semaines, pour un total de 869 860 exemplaires vendus. C'est le premier single N°1 de la chanteuse, et c'est le single le plus vendu de sa carrière.
La chanson-titre est une reprise d'une chanson de TM Network, le premier groupe de Tetsuya Komuro, qui figurait sur l'album humansystem de 1987. Ses paroles sont écrites par Mistuko Komuro, la première épouse de Tetsuya Komuro, sur une musique de son (ex)mari. La version de Suzuki a été utilisée comme thème musical pour une campagne publicitaire pour la marque Mos Burgers. Popularisée, la chanson sera reprise ensuite par d'autres artistes, y compris en occident, dont Minori Chihara.
Le single contient aussi une version remixée de cette chanson en plus de sa version instrumentale, ainsi qu'une deuxième chanson, Night Sky, dont les paroles sont de Marc Panther, compère de Komuro dans le groupe globe, sur une musique de Cozy Kubo. La chanson-titre figurera dans une autre version remixée sur le deuxième album de la chanteuse, Infinity Eighteen Vol.1 qui sort l'année suivante, de même que la chanson Night Sky, puis dans sa version originale sur sa compilation FUN for FAN de 2001.
Une version disque vinyle / maxi-single sortira le mois suivant, le 25 août 1999, ne contenant que la chanson-titre et sa version instrumentale sur une face, plus une version remixée de Don’t Leave Me Behind du single précédent et sa propre version instrumentale sur l'autre face.

## Liste des titres
| 1. | BE TOGETHER (ORIGINAL MIX)                   | Mistuko Komuro | Tetsuya Komuro / Tetsuya Komuro | 4:23 |
| 2. | BE TOGETHER (BAND MIX)                       | Mistuko Komuro | Tetsuya Komuro / TK & Cozy Kubo | 4:13 |
| 3. | NIGHT SKY                                    | MARC           | Cozy Kubo / Cozy Kubo           | 4:22 |
| 4. | BE TOGETHER (TV MIX) (version instrumentale) |                | Tetsuya Komuro / Tetsuya Komuro | 4:23 |

| 1. | BE TOGETHER (ORIGINAL MIX)                   | Mistuko Komuro | Tetsuya Komuro / Tetsuya Komuro |  |
| 2. | BE TOGETHER (TV MIX) (version instrumentale) |                | Tetsuya Komuro / Tetsuya Komuro |  |

| 1. | Don't leave me behind (MOOD II SWING CLUB MIX) | MARC & Ami | Tetsuya Komuro |  |
| 2. | Don't leave me behind (MOOD II… INSTRUMENTAL)  |            | Tetsuya Komuro |  |